# Santiago Chazumba
Santiago Chazumba är en kommun i Mexiko.   Den ligger i delstaten Oaxaca, i den sydöstra delen av landet, 200 km sydost om huvudstaden Mexico City.
Följande samhällen finns i Santiago Chazumba:
- Acaquizápam
- Olleras de Bustamante
- El Higo
- Paredones